# Timòclia
Timòclia (en llatí Timocleia, en grec antic Τιμόκλεια) fou una dona de Tebes.
Quan Alexandre el Gran va ocupar la ciutat de Tebes l'any 335 aC, la casa de Timòclia va ser saquejada per un grup de tracis al servei del rei. Va ser violada pel comandant dels tracis, que després li va preguntar si tenia amagat or i plata. Va contestar afirmativament el va portar al jardí on hi havia un pou i li va dir que havia llençat a dins els seus principals tresors quan van entrar a la ciutat. Mentre l'oficial s'inclinava per mirar, ella el va empènyer i el va matar. Els tracis la van portar davant Alexandre, on va mantenir un esperit tant alt i tan noble que el rei va ordenar deixar-la anar juntament amb els seus fills. La historia l'explica Plutarc.